# 師岡佑行
師岡 佑行（もろおか すけゆき、1928年10月21日 - 2006年6月12日）は、日本の日本史学者。

## 経歴
神戸市に生まれ、尼崎市で育つ。尼崎市立長洲小学校に代用教員として在職中の1949年10月10日、レッドパージにより退職勧告を受ける。同小学校の父兄会が師岡を支援し1200筆の反対署名が集まったが、結局解職となった。
1951年には朝鮮戦争に反対して占領軍政策違反の容疑で逮捕・起訴されたが、対日講和条約の発効により免訴となる。
1953年、立命館大学文学部日本史専攻に編入学。奈良本辰也に師事し、1959年、同大学院修了。
1960年、安保闘争で樺美智子を支持。1961年、日本共産党の東尼崎診療所オルグに反対し、後に同党から除名処分を受ける。
1962年、立命館大学文学部講師。1969年、全共闘を支持して同大学を辞職。1971年、大阪矢田診療所に勤務。
近所の部落解放同盟委員長朝田善之助の自宅に出入りし、朝田の仕事を手伝い始め、1971年には『部落解放同盟・教宣シリーズNo3「矢田教育差別事件」とは何か』を執筆。
1973年、部落解放同盟本部機関紙「解放新聞」主筆となり、1975年に辞任。
1977年、京都部落史研究所を設立し所長に就任。
研究所のメイン事業である『京都の部落史』全十巻の編纂に尽力する一方、戦後部落問題の理論的変遷を総括的に扱った『戦後部落解放論争史』全五巻（柘植書房、1980〜1985年）を著した。
2000年6月、同研究所の閉所に伴って所長を辞任。2003年には、同研究所の後身である京都部落問題研究資料センターの所長灘本昌久の論文「部落解放に反天皇制は無用」に反駁し、論文「反天皇制は部落解放の核心である」を発表。最終的に灘本は同センター所長を辞任に追い込まれた。
2006年、那覇市の自宅アパートのあるビルから転落して死亡。自殺と事故の両面から捜査がおこなわれた。

## 著書
- 近世日本思想史研究（共著）河出書房新社、1965年
- 日本文化史 第2巻（共著）有斐閣、1977年
- 狭山──虚構の判決 新泉社、1977年
- 矢田・戦後部落解放運動史I 部落解放同盟矢田支部、1980年
- 現代部落解放運動試論 柘植書房、1984年